# گراهام بنستد
گراهام بنستد (انگلیسی: Graham Benstead؛ زادهٔ ۲۰ اوت ۱۹۶۳) بازیکن فوتبال اهل بریتانیا است.
از باشگاه‌هایی که در آن بازی کرده‌است می‌توان به باشگاه فوتبال کویینز پارک رنجرز، باشگاه فوتبال کولچستر یونایتد، باشگاه فوتبال ویمبلدون، باشگاه فوتبال شفیلد یونایتد، باشگاه فوتبال استیونج، باشگاه فوتبال نوریچ سیتی، باشگاه فوتبال بیزینگ‌استوک تاون، باشگاه فوتبال کترینگ تاون، باشگاه فوتبال برنتفورد، و باشگاه فوتبال فارن‌بورو اشاره کرد.
وی همچنین در تیم‌های ملی فوتبال England national youth football team و England national football C team بازی کرده‌است.